# Düren (Schiff)
Die Düren war ein Küstenminensuchboot der Bundesmarine, welches später zum Hohlstablenkboot umgebaut und zuletzt wieder als Minensuchboot eingesetzt wurde. Es fuhr von 1959 bis 2000 in der Marine und war danach im Bestand der South African Navy. Später gelangte es in Privatbesitz und wurde unter dem Namen Snow Petrel für Expeditions- und Tauchfahrten eingesetzt.

## Allgemeines

Wappen der Stadt und des Minensuchbootes Düren

Das Schiff gehörte zur Lindau-Klasse 351 und trug die Bezeichnung M1079. Die Düren gehörte zum 6. Minensuchgeschwader und war in Cuxhaven, später in Wilhelmshaven stationiert.

## Indienst-/Außerdienststellungen
| Datum              | Indienst-/Außerdienststellung                                                        | als                                          |
| ------------------ | ------------------------------------------------------------------------------------ | -------------------------------------------- |
| 22. April 1959     | Indienststellung                                                                     | Küstenminensuchboot                          |
| 20. Dezember 1979  | Außerdienststellung                                                                  | Küstenminensuchboot                          |
| 7. November 1983   | Indienststellung                                                                     | Hohlstablenkboot                             |
| 31. März 1989      | Außerdienststellung                                                                  | Hohlstablenkboot                             |
| 1. April 1989      | Indienststellung                                                                     | Minensuchboot                                |
| 29. September 2000 | Außerdienststellung                                                                  | Verkauf an Südafrika (Kapa)                  |
| 2011               | Von einem Privatmann gekauft. Gesichtet in Hout Bay, als Snow Petrel unter US-Flagge | für Expeditions- und Tauchfahrten im Einsatz |

## Partnerschaft
Bereits im Mai 1958 übernahm die Stadt Düren die Patenschaft über das 10. Küstenminensuchboot der Bundesmarine. Das Verteidigungsministerium hatte hierzu angefragt. Der Stapellauf des Schiffes fand im Beisein von Oberbürgermeister Heinrich Spies und Oberstadtdirektor Hans Brückmann am 12. Juni 1958 statt. Die Frau von Oberbürgermeister Spies taufte das Küstenminensuchboot auf den Namen Düren. Zur Indienststellung am 22. April 1959 reisten die Honoratioren und die Marinekameradschaft Düren nach Cuxhaven.
Alle Kommandanten und viele Besatzungsmitglieder pflegten die Partnerschaft durch häufige Besuche und öffentliche Auftritte in Düren. Unvergessen bleiben die Bescherungen zu Weihnachten im Kinderheim St. Josef. Aber auch alle Bürgermeister, Stadtdirektoren, viele Ratsmitglieder und Verwaltungsbeamte besuchten die Düren.
Im Foyer des Rathauses Düren ist, neben einigen Erinnerungsstücken, ein großes Modell der Düren zu sehen.